# Idioma indostánico
El indostánico (हिन्दुस्तानी, ہندوستانی) o hindustaní, también conocido como "hindī-urdū", es un idioma de la rama indoaria de la familia indoeuropea y que se hablan en las regiones norte, central y noroeste del subcontinente indio. Abarca dos registros estandarizados, el hindi y el urdu, idiomas oficiales de la India y Pakistán, respectivamente. Es un idioma hablado por más de 833 millones de personas en el subcontinente índico (principalmente al norte de la India y Pakistán, y en la diáspora etnocultural de estos pueblos. Es el cuarto idioma nativo más hablado del mundo y tercero contando también hablantes como segunda lengua. Se habla en India, Pakistán, Fiyi, Guyana, Malasia, Trinidad y Tobago  y Surinam. 
Este término tiene una historia compleja y tiene connotaciones diversas para personas distintas. En el cine en hindi ("Bollywood"), se suele llamar hindustaní a la lengua neutra que se habla en las películas, aunque en realidad se trata del hindi coloquial, mutuamente inteligible tanto para los hablantes de hindi como para los de urdu.

## Clasificación
El indostánico es un idioma indoeuropeo, indoiranio, de la rama indoaria y del subgrupo central.
Los dos principales representantes del indostánico son el hindi y el urdu. Ambas lenguas son oficiales y estandarizadas, el hindi en la India y el urdu en la India y Pakistán. La forma vernácula común de ambas es el dialecto khariboli, una variante oral hablada a los territorios rurales que rodean Delhi. Otro término es el de bazaar hindustani o "indostánico de bazar" (o de mercado), nombre dado por el lingüista indio Sumido Kumar Chatterjee en 1931 a la lingua franca que se hablaba en la actual Calcuta (y también en otros territorios donde el hindi no es el idioma predominante) y que se caracterizaba para ser una variante muy simplificada. Esta particularidad de lingua franca hace del indostánico una lengua neutra para su uso en las películas de Bollywood, que son populares tanto en la India como en Pakistán.
El indostánico configura un continuo dialectal de mutua inteligibilidad que se extiende por los territorios del Pakistán y el norte de la India. Pero también se habla en los territorios con inmigración proveniente de ambos países, como Nepal, Estados Unidos, Myanmar, Malasia, Arabia Saudí, los Emiratos Árabes, Sri Lanka, el Reino Unido, Sudáfrica, Canadá, Mauricio, etc.
Actualmente, se calcula que puede haber cerca de 540 millones de personas hablantes de indostánico en todo el mundo. Las cifras varían o se contradicen según el estudio. Así, por ejemplo, las cifras de hablantes de hindi van desde los 120 millones por todas partes hasta los 420 millones sólo en la India. Las cifras de hablantes de urdu son más reducidas: unos 10 millones en el Pakistán (un 8 % de la población) y unos 104 millones por todas partes.

## Historia

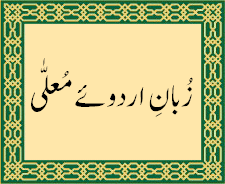
La frase Zaban-e Urdu-e Mualla escrita en caligrafía nastaliq.

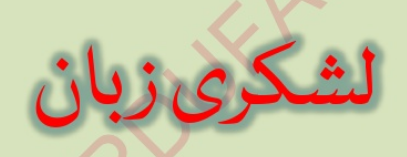
Lashkari Zabān ("lengua de campamento militar" o "lengua Hordish") en el guion de Nastaʿlīq

La aparición del indostánico está ligada a las migraciones de musulmanes persas que tuvieron lugar al norte de la India entre los siglos X y XIII. Las formas tempranas del indostánico actual emergieron de los apabhramsha vernáculos de las lenguas indoarias medias del norte de la India entre los siglos VII y XIII. Durante aquellos siglos se produjo una mezcla de culturas y de dialectos que fructificó en una lingua franca oral necesaria para el desarrollo de las relaciones comerciales y de convivencia. A finales del XIII, en el marco del sultanato de Delhi, Amir Khusro usó en sus escritos estas formas lingüísticas (que eran la lingua franca del periodo) y la denominó hindwi. El sultanato de Delhi, que tuvo varias dinastías túrquicas y persas, con sede en Delhi, fue sucedido por el Imperio Mogol en 1526.
A pesar de que los Mogoles eran descendentes de los Timúridas (Gurkānī) turco-mongoles, fueran “persificados”, y el persa devino gradualmente el idioma estatal del Imperio Mogol a partir de Babur.
Hacia el final de la época mogol, con la fragmentación del imperio y el sistema de élites, una variante del khariboli, uno de los sucesores de los apabhramsha vernáculos en Delhi y las ciudades cercanas, fue gradualmente sustituyendo el persa como lingua franca entre las élites educadas y las clases altas particularmente al norte de la India, a pesar de que el persa todavía mantuvo gran parte de su preeminencia. El término indostánico (literalmente: "del Indostán") fue el nombre que se dio a esta variante del khariboli.
No hay casi ningún registro significativo de indostánico entre los siglos XIII y XVII, lo cual dificulta el estudio de su evolución. No será hasta el XVII que aparecerá el término indostánico, según el lingüista Chatterjee.
Después de más de seis siglos de desarrollo oral del indostánico, esta lengua floreció en su forma literaria, ya al XVII. Se trataba de una lengua marcadamente influenciada por la cultura islámica persa (se escribía con el alfabeto perso-árabe, contendía muchos préstamos persas, etc.), el nombre de la cual se conoce como Hindi dakhini o urdu. Pero no dejaba de mantener el carácter indígena e influencias de las lenguas locales (télugu, panjabi, kanarés, etc.). El persa aconteció una lengua oficial en Dekan. Además, el braj bhasha también floreció al Norte de la India como lengua literaria, y así fue reconocido por el emperador mogol Akbar. De este modo, el indostánico no fue efectivamente cultivada como lengua literaria, a pesar de ser hablada por los nobles de Delhi y Agra y por el mismo emperador mogol.
No fue hasta la llegada del poeta Wali Mohammed Wali a finales del XVII, que el indostánico o rekhta empezó a desarrollarse de forma literaria al Norte de la India. Sus poemas se consideran la primera forma de indostánico-urdu. El término urdu no aparece hasta 1776 en una composición del poeta Mashafi. A pesar de que ya existían los términos zaban-e-urdu, zaban-e-urdu-e-shashi y zaban-e-urdu-e-mualla desde 1560, para referirse al urdu hablado al campo, la corte y la ciudad, respectivamente.
En el XVIII, en coincidencia con el Raj Británico, se componen las primeras gramáticas de indostánico propiamente dicho, como la de John Gilchrist. Y también empieza a integrarse el dialecto khariboli al indostánico literario. En esta época se acentuó la asociación del indostánico-urdu con los musulmanes y del hindi-hindwi con los hindúes, asociación que perduró hasta el XX, momento en el cual se empezaron a estandarizar de forma oficial hasta nuestros días.

## Denominaciones de la lengua
La identidad, y por lo tanto los nombres del hindustaní, han sido a menudo vinculados con las aspiraciones de la gente de la India y el Pakistán. El mismo nombre "hindustaní" evoca, en el pensamiento de mucha gente, el periodo de la administración colonial británica, y por esta razón no es la denominación preferida por la lengua.
Amir Khusro alrededor del 1300 se refería a la lengua en sus escritos como Dahlavi ('de Delhi') o Hindavi (हिन्दवी, ہندوی 'del Indostán'). Durante este periodo, la lengua era usada por los Sufis para propagar su mensaje en todo el subcontinente indio. Después del advenimiento de los Mogoles en la India, el hindustaní adquirió más préstamos de vocabulario persa. Rekhta ('mezcla') y hindi (del 'Indostán') devinieron nombres populares para la misma lengua hasta el siglo XVIII. El nombre urdu apareció alrededor de 1780. Durante el Raj británico, el término indostánico fue usado por los gobernantes británicos, a partir del antiguo nombre del país, Indostán. En 1796, John Borthwick Gilchrist publicó su obra "A Grammar of the Hindoostanee Language". A partir de la partición de la India, la India y el Pakistán establecieron estándares nacionales que denominaron hindi y urdu, respectivamente, e intentaron de hacerlos diferentes, con el resultado que el "indostánico" normalmente es visto como una mezcla del hindi y el urdu. Más recientemente, los nacionalistas hindúes han empleado el término hindvi, derivado del antiguo Hindavi, como nombre de la lengua unificada.

## Urdu estándar moderno
El urdu es el idioma nacional de Pakistán y una lengua oficial reconocida regionalmente en la India. También es un idioma oficial en los estados indios de Andhra Pradesh, Jammu y Cachemira, Territorio Capital Nacional de Delhi, Uttar Pradesh, Bihar y Bengala Occidental que tienen importantes poblaciones musulmanas.

## Hindi estándar moderno
El hindi estándar, una de las lenguas oficiales de la India, se basa en el dialecto khariboli de la región de Delhi y se diferencia del urdu en que se suele escribir en la escritura india devanagari y muestra menos influencia persa que el urdu. Muchos estudiosos de hoy emplean una forma sanscritizada del hindi desarrollado principalmente en Varanasi, la santa ciudad hindú, la cual se basa en el dialecto hindi oriental de la región y por lo tanto un lenguaje independiente del funcional hindi estándar.
El hindi es el cuarto idioma más hablado en el mundo (número de hablantes nativos). Está estrechamente relacionado con el urdu. Ambos son mutuamente inteligibles, siendo desde un punto de vista lingüístico variedades de un mismo idioma (contabilizando ambos sería la tercera lengua más hablada por detrás del inglés y del chino mandarín, contabilizando hablantes fluentes que lo usan como primera y segunda lengua). Sus diferencias sobre todo se reducen al sistema de escritura, que en el caso del hindi es el alfabeto devánagari, mientras que el urdu emplea una forma del alfabeto árabe. Estos dos idiomas también se diferencian en su terminología culta, que el hindi toma generalmente del sánscrito (el proceso de «sanscritizar»). De esta manera, se comenzó un proceso de erradicación de la terminología de origen persa-árabe del hindi, con el fin de disociarlo políticamente del urdu, mientras que en urdu los cultismos son mayormente de origen perso-árabe. En la lengua familiar que se habla a diario por la mayoría de los hablantes, el hindi y el urdu son más similares que en las formas más cultas.

## Indostánico de bazar
En un sentido más específico, hindustaní puede ser usado para referirse a los dialectos y variedades utilizadas en el lenguaje común, en contraste con el hindi y el urdu estándar. Este significado se refleja en el uso del término "indostánico de bazar", en otras palabras, el "lenguaje de la calle o el mercado", en contraposición con el refinamiento de la percepción formal hindi, urdu, o incluso el sánscrito. Por lo tanto, el Diccionario del Nuevo Mundo de Webster define el término hindustaní como el principal dialecto del hindi/urdu, utilizado como lengua franca en todo el norte de India y Pakistán.

## Dialectos

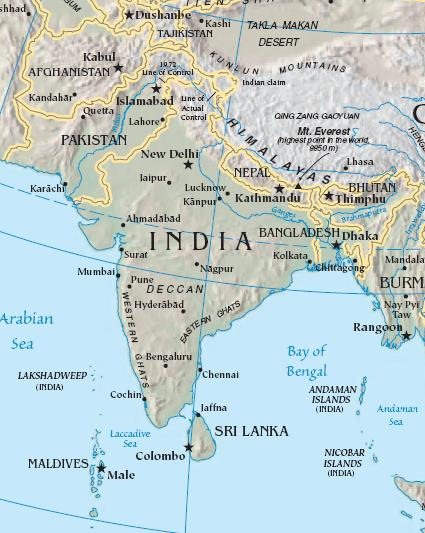
El hindustaní es un idioma oficial de la India (hindi) y Pakistán (urdu).

Aunque propiamente son idiomas distintos, las lenguas del grupo hindi occidental (y aun algunos de otros grupos de la zona central) se consideran como dialectos del hindi (o mejor dicho del hindustaní) según la constitución de la India.
- Khadiboli, Khariboli o Sarhindi es el dialecto usado como el idioma nacional de India, enseñado en las escuelas y en el gobierno. Proviene del norte de Uttar Pradesh, cerca de Delhi.
  - Urdu es el dialecto usado como el idioma nacional de Pakistán, pero que muchos pakistaníes e indios consideran una lengua propia totalmente diferenciada del hindi, aunque lingüísticamente (al menos al nivel coloquial) no sea así. Se habla en muchos estados de India como la lengua materna de comunidades musulmanas, y es uno de los idiomas indios que son reconocidos como idiomas regionales por el gobierno. La mayoría de las personas que hablan urdu como lengua materna viven en India, y la mayoría de los que lo hablan como segunda lengua viven en Pakistán, dónde es la lengua franca que la mayoría de la población entiende. También, muchos de los inmigrantes musulmanes que vinieron a Pakistán (Mojayires) después de la separación de los dos países hablan urdu como lengua materna, y ellos forman la mayoría de la población en la ciudad de Karachi. El urdu escrito toma muchas palabras del persa y árabe, mientras que el hindi estándar toma palabras del sánscrito.
    - El urdu de Andhra Pradesh se habla con su propio acento (que por influencia drávida conserva algunos diptongos que el urdu norteño perdió).

  - Hindi estándar, dialecto literario de Khadiboli.
  - Bambaiya o Mumbaiyya se habla en Bombay, y tiene rasgos del marathi.

Los siguientes no son dialectos si no idiomas distintos:
- Braj-bhasha (‘habla de Braj’) fue el dialecto literario durante el periodo bhakti, originado en la zona de Vraja (Vrindavan) y hablado en Uttar Pradesh occidental.
- Awadhi o Avadhi se habla en Uttar Pradesh central.
- Kanauji se habla en la región entre Awadh y Braj en Uttar Pradesh.
- Bundeli se habla en la región Bundelkhand de Madhya Pradesh.
- Bagheli se habla en el noreste de Madhya Pradesh.
- Chhattisgarhí, Lahariya o Khalwahi se habla en Chhattisgarh.
- Hariyanvi, Bangaru o Jatu se habla en Haryana.
- Bhaya se habla en el sur de Pakistán.
- Chamari, hablado por los dalit de Uttar Pradesh y Madhya Pradesh.
- Gowli se habla en Madhya Pradesh y en el distrito Amravati de Maharashtra.

## Alfabetos utilizados
Actualmente el indostánico principalmente se escribe utilizando el alfabeto devanagari o el alfabeto persa. Aun así el alfabeto kaithi era el utilizado históricamente.
Alfabeto persa utilizado para escribir el indostánico (urdu):
| جھ | ڄ | ج  | پ  | ث | ٺ  | ٽ  | ٿ  | ت  | ڀ  | ٻ  | ب  | ا |
| -- | - | -- | -- | - | -- | -- | -- | -- | -- | -- | -- | - |
| ɟʱ | ʄ | ɟ  | p  | s | ʈʰ | ʈ  | tʰ | t  | bʱ | ɓ  | b  | * |
| ڙ  | ر | ذ  | ڍ  | ڊ | ڏ  | ڌ  | د  | خ  | ح  | ڇ  | چ  | ڃ |
| ɽ  | r | z  | ɖʱ | ɖ | ɗ  | dʰ | d  | x  | h  | cʰ | c  | ɲ |
| ڪ  | ق | ڦ  | ف  | غ | ع  | ظ  | ط  | ض  | ص  | ش  | س  | ز |
| k  | x | pʰ | f  | ɣ | ∅  | z  | t  | z  | s  | ?  | s  | z |
|    | ي | ه  | و  | ڻ | ن  | م  | ل  | ڱ  | گھ | ڳ  | گ  | ک |
| *  | h | *  | ɳ  | n | m  | l  | ŋ  | ɡʱ | ɠ  | ɡ  | kʰ |   |

Alfabeto devanagari utilizado para escribir el indostánico (hindi):
| Consonantes | Consonantes | oclusiva sorda | oclusiva sorda aspirada | oclusiva sonora | oclusiva sonora aspirada | nasal | semivocal | fricativa | aspirada |
| ----------- | ----------- | -------------- | ----------------------- | --------------- | ------------------------ | ----- | --------- | --------- | -------- |
| velar       | deva.       | क              | ख                       | ग               | घ                        | ङ     |           |           | ह        |
| velar       | trans.      | k              | kh                      | g               | gh                       | ṅ     |           |           | h        |
| velar       | AFI         | /k/            | /kʰ/                    | /g/             | /gʱ/                     | /ŋ/   |           |           | /h/, /ɦ/ |
|             |             |                |                         |                 |                          |       |           |           |          |
| palatal     | deva.       | च              | छ                       | ज               | झ                        | ञ     | य         | श         |          |
| palatal     | trans.      | c              | ch                      | j               | jh                       | ñ     | y         | ś         |          |
| palatal     | AFI         | /tʃ/           | /tʃʰ/                   | /dʒ/            | /dʒʱ/                    | /ɲ/   | /j/       | /ç/, /ʃ/  |          |
|             |             |                |                         |                 |                          |       |           |           |          |
| retro flexa | deva.       | ट              | ठ                       | ड               | ढ                        | ण     | र         | ष         |          |
| retro flexa | trans.      | ṭ              | ṭh                      | ḍ               | ḍh                       | ṇ     | r         | ṣ         |          |
| retro flexa | AFI         | /ʈ/            | /ʈʰ/                    | /ɖ/             | /ɖʱ/                     | /ɳ/   | /r/       | /ʂ/, /ʃ/  |          |
|             |             |                |                         |                 |                          |       |           |           |          |
| dental      | deva.       | त              | थ                       | द               | ध                        | न     | ल         | स         |          |
| dental      | trans.      | t              | th                      | d               | dh                       | n     | l         | s         |          |
| dental      | AFI         | /t̪/            | /t̪ʰ/                    | /d̪/             | /d̪ʱ/                     | /n/   | /l/       | /s/       |          |
|             |             |                |                         |                 |                          |       |           |           |          |
| labial      | deva.       | प              | फ                       | ब               | भ                        | म     | व         |           |          |
| labial      | trans.      | p              | ph                      | b               | bh                       | m     | v         |           |          |
| labial      | AFI         | /p/            | /pʰ/                    | /b/             | /bʱ/                     | /m/   | /ʋ/       |           |          |

| Vocales | Vocales       | gutural   | palatal | labial | dental | palatogutural | labiogutural |
| ------- | ------------- | --------- | ------- | ------ | ------ | ------------- | ------------ |
| corta   | independiente | अ         | इ       | उ      | ऋ      | ए             | ओ            |
| corta   | diacrítico    | inherente | ि        | ु       | ृ       | े              | ो             |
| corta   | trans.        | a         | i       | u      | ŕ      | e             | o            |
| corta   | AFI           | /ə/       | /ɪ/     | /ʊ/    | /r/    | /e/           | /o/          |
|         |               |           |         |        |        |               |              |
| larga   | independiente | आ         | ई       | ऊ      |        | ऐ             | औ            |
| larga   | diacrítico    | ा          | ी        | ू       |        | ै              | ौ             |
| larga   | trans.        | ā         | ī       | ū      |        | ai            | au           |
| larga   | AFI           | /a/       | /i/     | /u/    |        | /ɛ/ o /æ/     | /əʊ/         |

Debido a la anglicización y del uso internacional del alfabeto latino, en indostánico también se escribe. Esta adaptación se llama urdu romanizado. A pesar de la oposición de los partidarios de los alfabetos devanagari y persoárabe, el urdu romanizado gana popularidad especialmente entre la juventud, que usa Internet.

## Texto de muestra
A continuación se presenta el artículo 1 de la Declaración Universal de los Derechos Humanos como texto de muestra.

Todos los seres humanos nacen libres e iguales en dignidad y en derechos. Son dotados de razón y de conciencia, y tienen que comportarse fraternalmente los unos con los otros.

### Hindi formal
1—सभी मनुष्यों को गौरव और अधिकारों के विषय में जन्मजात स्वतन्त्रता प्राप्त है। उन्हें बुद्धि और अन्तरात्मा की देन प्राप्त है और परस्पर उन्हें भाईचारे के भाव से बर्ताव करना चाहिये।
Transcripción Nastaliq
انُچھید ١ : سبھی منُشیوں کو گورو اور ادھِکاروں کے معاملے میں جنمجات سؤتنترتا پراپت ہے. انھے بدّھی اور انتراتما کی دین پراپت ہے اور پرسپر انھے بھایچارے کے بھاؤ سے برتاؤ کرنا چاہیے.
Transcripción (IPA)
ənʊtʃʰːed̪ ek səbʱi mənʊʃjõ ko ɡɔɾəʋ ɔr əd̪ʱɪkaɾõ ke vishaj mẽ dʒənmdʒat̪ sʋət̪ənt̪ɾət̪a pɾapt̪ hɛ ʊnʱẽ bʊd̪ʱːɪ ɔɾ ənt̪əɾat̪ma kiː d̪en pɾapt̪ hɛ ɔɾ pəɾəspəɾ ʊnʱẽ bʱaitʃaɾe keː bʱaʋ se bəɾt̪aʋ kəɾna tʃahɪe

### Urdu formal
دفعہ 1: تمام انسان آزاد اور حقوق و عزت کے اعتبار سے برابر پیدا ہوۓ ہیں۔ انہیں ضمیر اور عقل ودیعت ہوئی ہیں۔ اسلۓ انہیں ایک دوسرے کے ساتھ بھائی چارے کا سلوک کرنا چاہیۓ۔
Transcripción en devanagari
1: तमाम इनसान आज़ाद और हुक़ूक़ ओ इज़्ज़त के ऐतबार से बराबर पैदा हुए हैं। इन्हें ज़मीर और अक़्ल वदीयत हुई हैं। इसलिए इन्हें एक दूसरे के साथ भाई चारे का सुलूक करना चाहीए।
Transliteración (ALA-LC)
Dafʻah 1: Tamām insān āzād aur ḥuqūq o ʻizzat ke iʻtibār se barābar paidā hu’e haiṇ. Unheṇ zamīr aur ʻaql wadīʻat hu’ī he. Isli’e unheṇ ek dūsre ke sāth bhā’ī chāre kā sulūk karnā chāhi’e.
Transcripción (IPA)
d̪əfa ek t̪əmam ɪnsan azad̪ ɔɾ hʊquq o izːət̪ ke ɛt̪əbaɾ se bəɾabəɾ pɛd̪a hʊe hɛ̃ ʊnʱẽ zəmiɾ ɔɾ əql ʋədiət̪ hʊi hɛ̃ ɪslɪe ʊnʱẽ ek d̪usɾe ke sat̪ʰ bʱai tʃaɾe ka sʊluk kəɾna tʃahɪe